# 施泰格山
46°25′0″N 7°35′3″E / 46.41667°N 7.58417°E

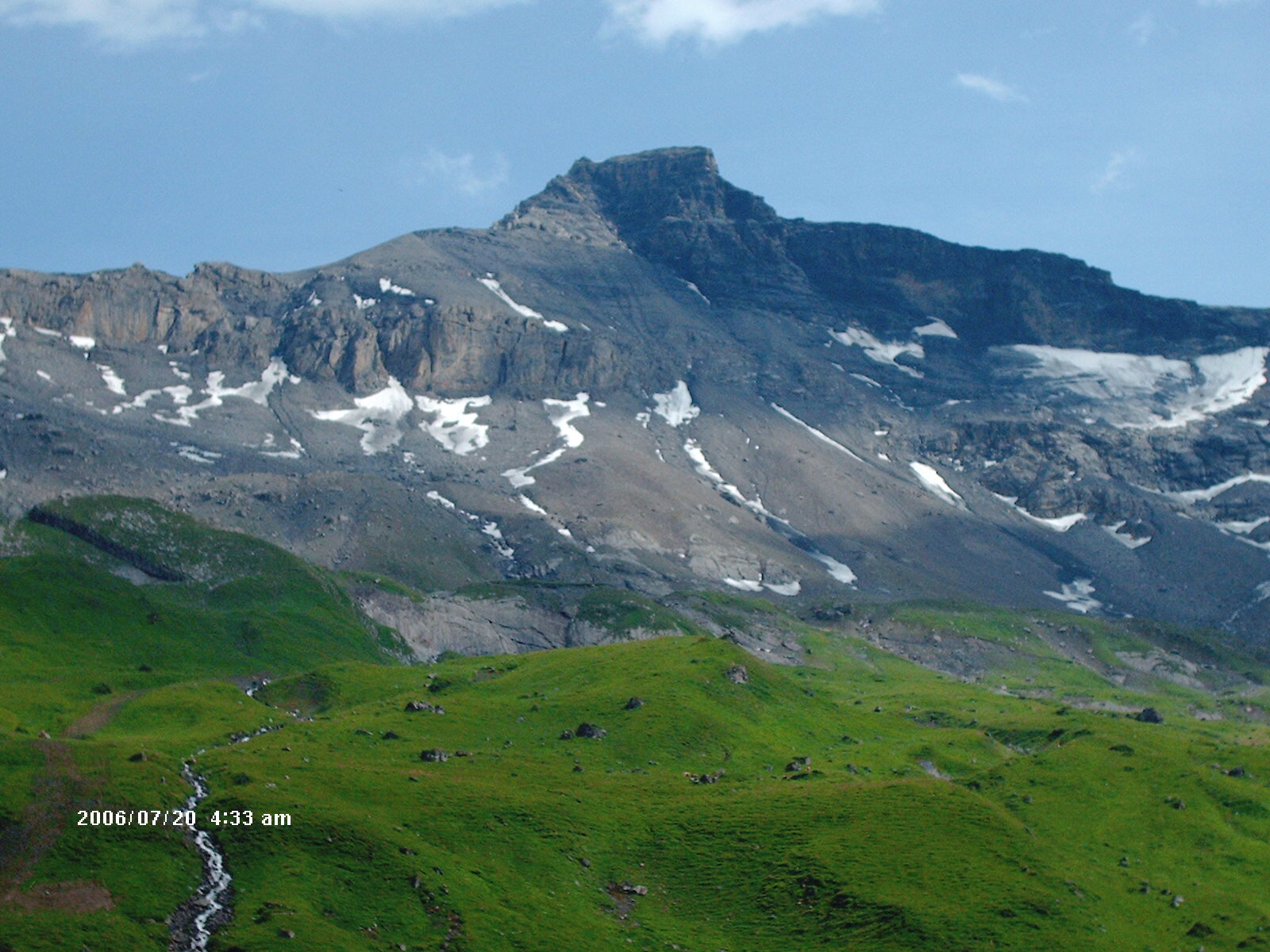

施泰格山（Steghorn），是瑞士的山峰，位於該國西部，處於伯恩州和瓦萊州接壤的邊界，屬於伯爾尼山的一部分，距離伯爾尼60公里，海拔高度3,146米，每年平均降雨量1,585毫米。